# Ixia viridiflora
Ixia viridiflora is een soort uit de lissenfamilie (Iridaceae). Het is een overblijvend bolgewas met rechtopstaande, smalle en grasachtige bladeren. De bloeiwijze is een veelbloemige aar met een slanke steel. Deze aren kunnen twaalf tot twintig bloemen bevatten. De stervormige bloemen hebben een turkooisgroene kleur met een opvallende paarszwarte ronde vlek of 'oog' in het midden.
De soort komt voor in het zuidwesten van de Kaapprovincie in Zuid-Afrika. Hij groeit op de lagere hellingen van de bergen in de omgeving van Tulbagh, gelegen in de West-Kaap. Eerder werd de plant door botanicus Rudolf Marloth ook in omgeving van Piketberg en Clanwilliam aangetroffen, maar wordt daar niet meer gevonden.